# لویی آرمیتاج
لویی آرمیتاج (انگلیسی: Louis Armitage; ۱۵ نوامبر ۱۹۲۱ – ۲۰۰۰ (۷۸−۷۹ سال)) بازیکن فوتبال بود.
از باشگاه‌هایی که در آن بازی کرده‌است می‌توان به باشگاه فوتبال گریمزبی تاون اشاره کرد.